# Casablanca Finance City Tower
Casablanca Finance City Tower (in arabo برج القطب المالي للدار البيضاء‎?) o CFC Tower è un grattacielo a Casablanca, in Marocco.

## Caratteristiche
Alto 136 metri, è il terzo edificio più alto del Marocco. Si trova nella città finanziaria di Casablanca, costruita nel sito dell'ex aeroporto di Casablanca-Anfa.